# Peter-Lukas Graf
Peter-Lukas Graf (ur. 5 stycznia 1929 w Zurychu) – szwajcarski flecista i dyrygent.
Gry na flecie uczył się u André Jauneta. Studiował w Konserwatorium Paryskim w klasie fletu Marcela Moyse oraz dyrygentury Eugenie Bigot. W wieku 24 lat zwyciężył w Międzynarodowym Konkursie ARD w Monachium (1953), a kilka lat później zdobył nagrodę Bablocka na H. Cohen International Music Award w Londynie. Od tego czasu rozpoczęła się jego światowa kariera.
Od 1973 wykłada na Akademii Muzycznej w Bazylei. 
W 2005 otrzymał doktorat honoris causa Akademii Muzycznej w Krakowie. 
Kilka jego książek o metodzie gry zostało przetłumaczonych na język polski.